# Magnus Gregersson (Bjälboättens oäkta gren)
Magnus Gregersson, son till Gregers Birgersson (frilloson till Birger jarl), var svensk riddare, riksråd och lagman i Västmanlands och Dalarnas lagsaga. 

## Biografi
Hans släkt kallas ibland i äldre källor för Läma eftersom den förde samma vapen som Håkan Jonsson Läma. Något släktsamband mellan dem finns dock inte och Magnus Gregersson eller någon i släkten kallade sig inte så.
Omkring 1287 blev han riddare, senast 1299 blev han riksråd, och 1305 var han lagman i Västmanlands och Dalarnas lagsaga.
År 1321, innan hans död, hade lagmansämbetet övertagits av hans son Gregers. Då hade han också sålt fädernegodset på Arnö i Övergrans socken i Håbo härad i Uppland till Uppsala domkyrka, och bytt stora delar av godset i Ängsö mot gods i Vallentuna.

## Barn
Han gifte sig första gången med Ragnhild Erlandsdotter (Finstaätten), änka efter den avrättade upprorsmannen Johan Karlsson (Fånöätten), för andra gången med Johans systerdotter Ingegärd Filipsdotter (Rumbyätten), dotter till Filip Finvidsson. Tredje giftet var med en dotter till Karl Tjälfvesson (Fånöätten).
1. Peter Magnusson, död före 1310. Var gift med en kvinna med namnet Helena.
2. Gregers Magnusson, riddare, lagman och drots
3. Ingeborg Magnusdotter. Gift 1324 i Stockholm med Karl Dansson (Stjärnbjälke)
4. Margareta Magnusdotter. Nunna i Sko cistercienskloster före 1318.
5. Kristina Magnusdotter. Kallas »domina Cristina, neptis mea», i sin morbror Jedvard Filipssons testamente 1328.
6. Knut Magnusson. 1326—1328 omnämnd som predikarbroder i Sigtuna.
7. Karl Magnusson
8. Johan Magnusson, riddare och lagman
9. Helena Magnusdotter. Dog senast 1345.

### Webbkällor
- Adelsvapen.com
- Domos lapideas in Arno fecit Tidningen Kulturvärden 4-2001 SFV.
- Bengt Hildebrand, Hans Gillingstam. ”Folkungaätten (oäkta)”. Svenskt biografiskt lexikon. https://sok.riksarkivet.se/sbl/Presentation.aspx?id=14302. Läst 3 oktober 2022.